# Теорія електровалентного хімічного зв'язку
Теорія електровалентного хімічного зв'язку — теорія, яка базується на припущенні, що найстійкішими зовнішніми електронними шарами атомів є завершені восьмиелектронні шари. Тому всі елементи, атоми яких мають незавершений зовнішній електронний шар, проявляють тенденцію до його завершення. Це здійснюється під час хімічної реакції двояко: в атомів неметалів, в яких у зовнішньому шарі є 7, 6 або 5 електронів, шляхом перетягування недостаючих їм електронів від атомів інших елементів, а в атомів, у яких в зовнішньому шарі є по 1, 2 або 3 електрони, шляхом віддачі цих електронів атомам інших елементів. При цьому в них оголюється і стає зовнішнім передостанній восьмиелектронний шар.

## Приклад
Утворення електровалентного хімічного зв'язку простежується, наприклад, у процесі хімічної взаємодії магнію з хлором. Атоми магнію мають таку будову: (+ 12), 2, 8, 2, а атоми хлору: (+17), 2, 8, 7. Зрозуміло, що атоми хлору будуть перетягувати по одному недостаючому їм електрону від атомів магнію з їх зовнішнього двоелектронного шару. Внаслідок цього семиелектронний зовнішній шар атомів хлору перетвориться у стійкий восьмиелектронний шар, а в атомів магнію в результаті втрати двох електронів зовнішнього шару оголиться передостанній восьмиелектронний шар і стане стійким зовнішнім шаром.
Але після цього атоми магнію і атоми хлору перестануть бути електронейтральними. В кожного атома магнію після втрати двох електронів залишиться всього 10 електронів і на 12 позитивних зарядів ядра припадатиме 10 негативних зарядів. Внаслідок цього атом магнію матиме 2 надлишкових позитивних заряди. Атом хлору після приєднання одного електрона матиме 18 електронів, і на 17 позитивних зарядів ядра припадатиме 18 негативних зарядів. Внаслідок цього атом хлору матиме один надлишковий негативний заряд.
Позитивно заряджені іони магнію і негативно заряджені іони хлору як частинки з протилежними електричними зарядами взаємно притягуються один до одного і сполучаються у молекули. Всі ці процеси можна коротко зобразити такими електронними і іонними рівняннями:
| Mg - 2e- → Mg2+   | Mg2+ + 2Cl- → MgCl2 |
| Cl2 + 2e- → 2Cl - | Mg2+ + 2Cl- → MgCl2 |

## Ковалентний зв'язок
Теорія електровалентного, або іонного, зв'язку добре пояснює утворення хімічних сполук елементами, різними за своїми властивостями. Але вона не може пояснити утворення сполук елементами, які мають близькі хімічні властивості, в тому числі атомами того самого елементу наприклад Н2, О2, N2 тощо. Цю прогалину заповнює теорія ковалентного хімічного зв'язку.